# Mary Njoku
Mary Nnenna Njoku (también conocida como Mary Remmy o Mary Remmy Njoku) es una actriz y productora de cine nigeriana. Es directora general de la galardonada casa cinematográfica con sede en Lagos, ROK Studios, en Nigeria, adquirida por el gigante de la televisión francesa, CANAL +.

## Biografía
Njoku nació en Amuwo Odofin, Lagos, Nigeria. Asistió a la escuela secundaria Amuwo Odofin, al National College Bagada y a la escuela secundaria Navy Town. Tiene un diploma en Ciencias de la Computación. A partir de 2010, asistió a la Universidad Estatal de Lagos, donde estudió una licenciatura en inglés. En 2012, asistió a la Academia de Cine de Londres, donde hizo un curso sobre producción: presupuesto y programación de películas mágicas. Desde la infancia, se inclinó hacia la actuación y comenzó a actuar en la secundaria. Njoku se incorporó a la industria de Nollywood en 2003, a la edad de 17 años.

## Carrera
Debutó en la película de Nollywood de 2004 'Home Sickness' junto a Chioma Chukwuka. Saltó a la fama después de aparecer en el popular éxito de taquilla de Nollywood 'Blackberry Babes' en 2011. Entre 2011 y 2013, produjo iROKtv, una plataforma de YouTube que incluía entrevistas con celebridades nigerianas, así como cobertura de eventos de Afrobeats y Nollywood. En 2015, se convirtió en directora de contenido de IROKO Partners. En marzo, celebró el estreno mundial de su película Thy Will Be Done en el BFI IMAX de Londres, el primer estreno de una película de Nollywood en IMAX. En agosto de 2018, produjo "Nwanyioma", unq película donde su personaje requería que se afeitara por completo la cabeza.

## Estudios ROK
En agosto de 2013, fundó ROK Studios. Desde su lanzamiento ha producido más de 540 películas y 25 series de televisión originales, incluyendo Festac Town, Single Ladies, Body language, Losing Control y Husbands of Lagos. En 2016, Njoku lanzó ROK on Sky, una red que se transmite en todo el Reino Unido. Para celebrarlo algunos de sus colegas de Nollywood asistieron a la gala de lanzamiento en la Alta Comisión de Nigeria en el Reino Unido. También lanzó ROK en DSTV, una red que se transmite en África, en el mismo año. En abril de 2018, ROK Studios lanzó dos nuevos canales, ROK2 y ROK3, para satisfacer la creciente demanda de ROK en DSTV. ROK2 ofrece contenido que muestra los orígenes de Nollywood, mientras que ROK3 muestra una variedad de talentos ghaneses y canal musical además de la selección de películas y series de 24 horas. En 2019, Njoku supervisó la adquisición de ROK a CANAL +, el mayor acuerdo internacional hasta la fecha para una marca de Nollywood.